# 14 Brygada Kawalerii (austro-węgierska)
14 Brygada Kawalerii (14. Cav.-Brig., 14. KBrig.) – brygada kawalerii cesarskiej i królewskiej Armii. 

## Historia brygady
W 1882 roku komenda brygady znajdowała się w Przemyślu.
W 1891 roku brygada była podporządkowana komendantowi Dywizji Kawalerii Jarosław, a w jej skład brygady wchodził:
- Pułk Huzarów Nr 16,
- Pułk Ułanów Nr 3[2].

W latach 1907–1912 brygada wchodziła w skład 6 Dywizji Kawalerii. Komenda brygady mieściła się w Rzeszowie, a w jej skład wchodził:
- Pułk Huzarów Nr 13,
- Pułk Ułanów Nr 6[3][4][5][6][7].

W 1912 roku Pułk Huzarów Nr 13 został przeniesiony na terytorium 4 Korpusu i podporządkowany komendantowi 4 Brygady Kawalerii, a w skład brygady włączony został Pułk Huzarów Nr 11, który dotychczas należał do 16 Brygady Kawalerii.
W 1914 roku skład brygady wchodził:
- Pułk Huzarów Nr 11,
- Pułk Ułanów Nr 6[9].

## Komendanci brygady
- GM Heinrich von Nauendorff (1882[1])
- GM Ludwig Hegedüs von Tiszavölgy (1891[2])
- GM Juliusz Iskierski (VIII 1906 – V 1907 → komendant 2 Brygady Kawalerii Obrony Krajowej)
- GM Karl Froschmair von Scheibenhof (1907[10] – 1 I 1909 → stan spoczynku)
- płk / GM Vincenz Abele (1909[11] – 1912 → komendant 3 Dywizji Kawalerii[12])
- płk / GM Adam Pietraszkiewicz (VII 1912[13] – VIII 1914[14] → komendant II Legionu Polskiego we Lwowie)
- GM Otto Schwer Edler von Schwertenegg (1915)
- GM Arthur von Pongrácz (1917)